# 글루탐산
글루탐산(영어: glutamic acid) (기호: Glu or E)은 단백질의 생합성에 사용되는 α-아미노산이다. 이온형은 글루탐산염(영어: glutamate)으로 알려져 있다. 글루탐산은 사람에게 필수적이지 않으며, 인체에서 합성될 수 있다. 글루탐산은 또한 흥분성 신경전달물질로 척추동물의 신경계에 풍부하다. 글루탐산은 GABA작동성 뉴런에서 억제성 γ-아미노뷰티르산(GABA)의 합성을 위한 전구체 역할을 한다.
글루탐산의 분자식은 C
5H
9NO
4이다. 글루탐산은 세 가지 광학 이성질체 형태로 존재한다. L-글루탐산은 일반적으로 글루텐의 가수분해 또는 사탕무 제조 과정의 폐수 또는 발효에 의해 얻을 수 있다. 글루탐산의 분자 구조는 HOOC−CH(NH
2)−(CH
2)2−COOH로 나타낼 수 있으며, 2개의 카복실기(−COOH)와 1개의 아미노기(−NH
2)를 가지고 있다. 그러나 고체 상태 및 약산성 수용액에서 분자는 전기적으로 중성인 −OOC−CH(NH+
3)−(CH
2)2−COOH의 양쪽성 이온 구조로 간주된다. 글루탐산은 GAA, GAG 코돈에 의해 암호화되어 있다.
글루탐산은 두 번째 카복실기에서 1개의 양성자를 잃어 짝염기인 단일 음성 음이온 글루탐산염인 −OOC−CH(NH+
3)−(CH
2)2−COO−를 형성할 수 있다. 이러한 형태는 중성 용액에서 널리 발견할 수 있다. 신경전달물질로서 글루탐산은 신경의 활성화에 중요한 역할을 한다. 글루탐산 음이온은 음식에서 감칠맛을 내며, 글루탐산 일나트륨(MSG)과 같은 글루탐산 향미료에서 발견된다. 유럽에서 글루탐산은 식품 첨가물 E620으로 분류된다. 고알칼리성 용액에서는 이중 음이온 형태인 −OOC−CH(NH
2)−(CH
2)2−COO−가 우세하다. 글루탐산에 해당하는 라디칼을 글루타밀(영어: glutamyl)이라고 한다.

## 화학

### 이온화
|  |

글루탐산은 물에 녹이면 매질의 산성도에 따라 아미노기(−NH
2)가 양성자(H+
)를 얻거나 카복실기(−COOH)가 양성자를 잃을 수 있다.
충분히 산성인 환경에서 아미노기는 양성자를 얻게 되고 분자는 단일 양전하를 갖는 양이온 형태인 HOOC−CH(NH+
3)−(CH
2)2−COOH가 된다.
pH 2.5~4.1에서 아민에 더 가까운 카복실산은 일반적으로 양성자를 잃고, 글루탐산은 중성의 양쪽성 이온 형태인 −OOC−CH(NH+
3)−(CH
2)2−COOH가 된다. 이것은 또한 결정질 고체 상태에서의 화합물의 형태이다. 양성자화 상태의 변화는 점진적이다. 두 형태는 pH 2.1에서 같은 농도이다.
더 높은 pH에서 다른 카복실기는 양성자를 잃고 글루탐산은 전체적으로 단일 음전하를 갖는 글루탐산염 음이온인 −OOC−CH(NH+
3)−(CH
2)2−COO−로 거의 완전히 존재한다. 양성자화 상태의 변화는 pH 4.07에서 일어난다. 양성자화가 없는 두 카복실산염이 있는 이 형태는 생리학적 pH 범위(pH 7.35~7.45)에서 우세하다.
더 높은 pH에서 아미노기는 여분의 양성자를 잃게 되며, 우세한 형태는 이중 음성 음이온 형태인 −OOC−CH(NH
2)−(CH
2)2−COO−이다. 양성자화 상태의 변화는 pH 9.47에서 일어난다.

### 광학 이성질체
아미노기에 인접한 탄소 원자는 카이랄 탄소(4개의 다른 작용기와 연결됨)이다. 글루탐산은 우선성 L형, D(-)형, L(+)형의 3가지 광학 이성질체로 존재할 수 있다. L형은 자연계에 가장 널리 분포하는 형태이지만, D형은 세균의 세균협막 및 세포벽(글루탐산 라세미화효소로 L형으로부터 만들 수 있음)과 포유류의 간과 같은 일부 특수한 상황에서 생성된다.

## 역사
글루탐산은 식품에서 자연적으로 생성되지만, 글루탐산 및 다른 아미노산들이 만드는 풍미는 20세기 초에 이르러서야 과학적으로 확인되었다. 글루탐산은 1866년에 독일의 화학자 카를 하인리히 리트하우젠에 의해 발견되고 확인되었으며, 그는 밀의 글루텐(이 이름을 따서 명명됨)을 황산으로 처리해 글루탐산을 얻었다. 1908년에 일본 도쿄제국대학의 이케다 기쿠나에 교수는 다량의 다시마 육수를 증발시킨 후 남은 갈색 결정이 글루탐산임을 확인했다. 이 결정체는 맛을 보았을 때 많은 음식, 특히 해조류에서 감지할 수 있는 형언할 수 없지만 부인할 수 없는 풍미를 재현해냈다. 이케다 교수는 이 맛을 우마미라고 불렀다. 우마미를 한국어로는 "감칠맛"이라고 부른다. 이후에 이케다 교수는 글루탐산의 결정질 염인 글루탐산 일나트륨(MSG)을 대량 생산하는 방법의 특허를 출원하였다.
|  |

## 합성

### 생합성
| 반응물                           |   | 생성물                          | 효소                                             |
| -------------------------------- | - | ------------------------------- | ------------------------------------------------ |
| 글루타민 + H2O                   | → | 글루탐산 + NH3                  | 글루타민가수분해효소, 글루타민가수분해효소 2     |
| N-아세틸글루탐산 + H2O           | → | 글루탐산 + 아세트산염           | N-아세틸글루탐산 생성효소                        |
| α-케토글루타르산 + NADPH + NH4+  | → | 글루탐산 + NADP+ + H2O          | 글루탐산 탈수소효소 1, 글루탐산 탈수소효소 2[16] |
| α-케토글루타르산 + α-아미노산    | → | 글루탐산 + α-케토산             | 아미노기전이효소                                 |
| 1-피롤린-5-카복실산 + NAD+ + H2O | → | 글루탐산 + NADH                 | 알데하이드 탈수소효소                            |
| N-폼이미노-L-글루탐산 + FH4      | → | 글루탐산 + 5-폼이미노-FH4       | 폼이미도일트랜스퍼레이스 사이클로디아미네이스    |
| N-아세틸아스파르틸글루탐산       | → | 글루탐산 + N-아세틸아스파르트산 | 글루탐산 카복시펩티데이스 II                     |

### 산업적 합성
2006년 글루탐산의 연간 생산량은 약 150만톤으로 추정되며, 모든 아미노산들 중에서 가장 큰 규모로 생산된다. 화학 합성은 1950년대에 당과 암모니아의 호기성 발효로 대체되었으며, 생산에 가장 널리 사용되는 유기체로는 코리네박테리움 글루타미쿰(Corynebacterium glutamicum)이 있다. 분리 및 정제는 농축 및 결정화에 의해 수행된다. 글루탐산은 또한 글루탐산의 염산염의 형태로도 널리 이용된다.

## 기능 및 용도

### 물질대사
글루탐산은 세포 내 물질대사에서의 핵심적인 화합물이다. 사람의 경우 식이 단백질은 소화에 의해 아미노산으로 분해되며, 이는 신체에서의 다른 기능적 역할을 휘한 에너지원으로 사용된다. 아미노산 분해의 핵심적인 과정은 아미노산의 아미노기가 α-케토산으로 전이되는 아미노기 전이반응이며, 이것은 일반적으로 아미노기전이효소에 의해 촉매된다. 반응은 다음과 같이 일반화할 수 있다.
R1-아미노산 + R2-α-케토산 ⇄ R1-α-케토산 + R2-아미노산
일반적인 α-케토산은 시트르산 회로의 대사 중간생성물인 α-케토글루타르산이다. α-케토글루타르산은 아미노기 전이반응을 통해 글루탐산으로 전환된다. 생성된 α-케토산 생성물은 종종 유용한 것이기도 하며, 이는 에너지원 또는 다른 대사 과정의 기질로 사용될 수 있다. 예는 다음과 같다.
알라닌 + α-케토글루타르산 ⇄ 피루브산 + 글루탐산
아스파르트산 + α-케토글루타르산 ⇄ 옥살로아세트산 + 글루탐산
피루브산과 옥살로아세트산은 둘 다 세포 내 물질대사의 핵심적인 화합물로 해당과정, 포도당신생합성, 시트르산 회로와 같은 기본적인 대사 과정에서 기질이나 대사 중간생성물로 작용한다.
글루탐산은 또한 신체에서 과잉 또는 배설되는 질소를 처리하는 데 중요한 역할을 한다. 글루탐산은 다음과 같이 글루탐산 탈수소효소에 의해 촉매되는 산화 반응인 탈아미노화를 겪는다.
글루탐산 + H2O + NADP+ → α-케토글루타르산 + NADPH + NH3 + H+
암모니아(암모늄 이온의 형태로)는 주로 간에서 합성되는 요소의 형태로 배설된다. 따라서 아미노기 전이반응은 탈아미노화와 연결될 수 있으며, 아미노산의 아미노기의 질소가 대사 중간생성물인 글루탐산을 거쳐 제거되고, 최종적으로 요소의 형태로 신체로부터 배설되도록 한다.
글루탐산은 또한 뇌에 풍부하게 존재하는 신경전달물질이다. 신경교종 또는 교모세포종으로 알려진 악성 뇌종양은 글루탐산을 에너지원으로 사용하는 데, 특히 이러한 종양이 IDH1 유전자의 돌연변이로 인해 글루탐산에 보다 더 의존하게 되는 경우에 그렇다.

### 신경전달물질
글루탐산은 척추동물의 신경계에서 가장 풍부한 흥분성 신경전달물질이다. 화학적 시냅스에서 글루탐산은 시냅스 소포에 저장된다. 신경 자극은 시냅스 전 뉴런에서 글루탐산의 방출을 유발한다. 글루탐산은 이온성 수용체 및 대사성 수용체(G-단백질 연결 수용체)에 작용한다. 시냅스 후 뉴런에서는 NMDA 수용체 또는 AMPA 수용체와 같은 글루탐산 수용체가 글루탐산과 결합하여 활성화된다. 글루탐산의 시냅스 가소성에서의 역할로 인해 글루탐산은 뇌의 학습 및 기억과 같은 인지 기능에 관여한다. 장기 강화로 알려진 가소성의 형태는 해마, 신피질 및 뇌의 다른 부분에 존재하는 글루탐산작동성 시냅스에서 일어난다. 글루탐산은 점대점 전달물질로 작동할 뿐만 아니라 인접한 시냅스에서 방출된 글루탐산의 합이 시냅스 외 신호전달/볼륨 전송을 생성하는 시냅스 간의 조절을 통해 작동한다. 또한 글루탐산은 원래 마크 매트슨에 의해 기술된 바와 같이 뇌 발달 동안 성장원추 및 시냅스 형성의 조절에서 중요한 역할을 한다.

### 뇌의 비시냅스 글루탐산작동성 신호전달 회로
초파리 뇌의 세포 외 글루탐산은 수용체 탈감작과 관련된 과정을 통해 시냅스 후 글루탐산 수용체 클러스터링을 조절하는 것으로 밝혀졌다. 신경아교세포에서 발현되는 유전자는 글루탐산을 세포 외 공간으로 활발하게 수송하는 반면, 측좌핵을 자극하는 II군 대사성 글루탐산 수용체에서 이 유전자는 세포 외 글루탐산의 수준을 감소시키는 것으로 밝혀졌다. 이것은 이러한 세포 외 글루탐산이 더 큰 항상성 시스템의 일부로 "내분비와 같은" 역할을 할 가능성을 높인다.

#### GABA 전구체
글루탐산은 또한 GABA 작동성 뉴런에서 억제성 γ-아미노뷰티르산(GABA) 합성의 전구체 역할을 한다. 이 반응은 소뇌와 이자에서 가장 풍부한 글루탐산 탈카복실화효소(GAD)에 의해 촉매된다.
강직인간증후군은 항 GAD 항체에 의해 유발되는 신경학적 장애로 GABA 합성이 감소하여 근육 경직 및 경련과 같은 운동 기능 장애가 발생한다. 이자는 GAD가 풍부하기 때문에 이자에서 직접적인 면역학적 파괴가 일어나고 환자는 당뇨병을 앓게 된다.

### 향미 증진제
글루탐산은 단백질을 구성하는 성분으로 단백질을 함유한 식품에 존재하지만 결합되지 않는 형태로 존재할 때만 맛을 볼 수 있다. 상당한 양의 유리 글루탐산은 치즈와 간장을 포함한 다양한 식품에 존재하며, 글루탐산은 사람의 미각의 5가지 기본 맛 중 하나인 감칠맛을 담당한다. 글루탐산은 보통 글루탐산 일나트륨(MSG)으로 알려진 나트륨 염의 형태로 식품 첨가물 및 향미 증진제로 사용된다.

### 영양
모든 육류, 가금류, 생선, 달걀, 유제품 및 다시마는 글루탐산의 훌륭한 공급원이다. 일부 단백질이 풍부한 식물성 식품도 공급원 역할을 한다. 글루텐의 30~35%(밀의 단백질 대부분)은 글루탐산이다. 식이 글루탐산의 95%는 첫 번째 통과에서 장세포에 의해 대사된다.

### 식물 생장
옥시그로는 30%의 글루탐산을 함유한 식물 생장 제제이다.

### 핵자기 공명 분광법
최근 몇년 동안 핵자기 공명(NMR) 분광법에서 잔류 쌍극자 결합(RDC)의 사용에 대한 많은 연구가 있었다. 글루탐산 유도체인 폴리-γ-벤질-L-글루탐산(PBLG)는 관찰된 쌍극자 상호작용의 규모를 제어하기 위한 정렬 매체로 종종 사용된다.

## 약리학
약물인 펜시클리딘(보다 일반적으로 PCP 또는 "천사의 가루(Angel Dust)"로 알려짐)은 NMDA 수용체에서 비경쟁적으로 글루탐산에 대해 길항작용을 한다. 같은 이유로 덱스트로메토르판과 케타민도 강력한 해리 및 환각 효과가 있다. 약물인 LY354740(또한 대사성 글루탐산 수용체 2 및 대사성 글루탐산 수용체 3의 작용제인 에글루메타드로도 알려짐)의 급성 주입은 보닛원숭이에서 요힘빈 유발 스트레스 반응의 현저한 감소를 초래했다. 해당 동물에서 LY354740의 만성 경구 투여는 치료되지 않은 대조군과 비교하여 기준선 코르티솔 수준(약 50%)을 현저하게 감소시켰다. LY354740은 또한 사라의 부신겉질 세포의 대사성 글루탐산 수용체 3(GRM3)에 작용하여 알도스테론 생성효소, CYP11B1 및 부신 스테로이드(즉, 알도스테론 및 코르티솔)의 생성을 하향 조절하는 것으로 입증되었다. 글루타산은 혈액뇌장벽을 쉽게 통과하지 못하지만, 대신에 고친화성 수송 시스템에 의해 수송된다. 글루탐산은 글루타민으로 전환될 수도 있다.

## 같이 보기
- 아데노신 일인산 (AMP)
- 아지노모토
- 글루탐산 이나트륨
- 이노신산 이나트륨
- 글루탐산 향미료
- 구아노신 일인산 (GMP)
- 이노신산
- 카인산
- 글루탐산 일칼륨

## 더 읽을거리
- Nelson, David L.; Cox, Michael M. (2005). Principles of Biochemistry (4th ed.). New York: W. H. Freeman. ISBN 0-7167-4339-6.